# Porites porites
Porites porites là một loài san hô trong họ Poritidae. Loài này được Pallas mô tả khoa học năm 1766.